# VP6
On2 TrueMotion VP6 es un códec de vídeo propietario, desarrollado por On2 Technologies. Es el sucesor del códec VP5 también desarrollado por On2.
On2 VP6 es un códec avanzado y ofrece una calidad superior a Windows Media Video, MPEG-4 y RealVideo.
On2 VP6.2 es la última versión del VP6, ofrece un aumento drástico en desempeño en comparación al VP6.1, entre otras mejoras y es el códec usado en el Adobe Flash Player. El decodificador On2 VP6 se encuentra instalado en millones de computadoras gracias al Adobe Flash Player pero es necesario que se encuentren en formato FLV.

## Características
- Soporta codificación multipaso.
- Recuperación de errores avanzado.
- Comprime material de alta-definición (HD) sin restricciones en el codificador.
- Optimizado para producir la mejor calidad de vídeo en material de alta-resolución (640x480 o más).
- "Perfiles" predefinidos: Simple para reproducción rápida en procesadores lentos, General para resoluciones D1 en set-top boxes, y Advanced para asegurar la mejor calidad posible.

## Eventos
En noviembre del 2003, On2 anunció que el códec On2 VP6 fue seleccionado como el códec para el Enhanced Versatile Disc (EVD) chino, un formato competidor del DVD.
En agosto del 2005, Macromedia anunció que seleccionaron al códec On2 VP6 como el nuevo códec nativo para vídeo en el Flash Player 8.0
En agosto del 2009 Google compró On2 por 106,5 millones de dólares en acciones
El 19 de mayo de 2010, Google, liberó el códec VP8 como código abierto (bajo una licencia permisiva similar a la licencia BSD), en el marco de la conferencia Google I/O 2010.